# Мэнс, Натали
Натали́ Луи́з Мэнс (англ. Natalie Louise Maines; 14 октября 1974, Лаббок, Техас, США) — американская певица, автор песен, гитаристка и актриса

.

## Биография
Натали Луиз Мэнс родилась 14 октября 1974 года в Лаббоке (штат Техас, США) в семье музыканта Ллойда Мэнса (род. 1951) и его жены Тины Мэй Мэнс. У Натали есть сестра — Ким Мэнс.

## Карьера
Натали начала свою музыкальную карьеру в 1995 году, став участницей группы «Dixie Chicks», в состав которой она входит и по настоящее время.
Также снималась в кино.

## Личная жизнь
В 1997—1999 годы Натали была замужем за музыкантом Майклом Тарабайем.
С 24 июня 2000 года Натали замужем во второй раз за актёром Эдрианом Пасдаром, с которым она встречалась 13 месяцев до их свадьбы. У супругов есть два сына — Джексон Слейд Пасдар (род. 15.03.2001) и Беккетт Финн Пасдар (род. 14.07.2004). 3 июля 2017 года стало известно, что Мэнс подала на развод с Пасдаром — вскоре после 17-й годовщины их свадьбы.